# Catochrysops strabobinna
Catochrysops strabobinna is een vlinder uit de familie van de Lycaenidae. De wetenschappelijke naam van de soort is voor het eerst gepubliceerd in 1916 door Charles Swinhoe.
De soort komt voor in Indonesië (Ambon).